# 지하 아이돌
지하 아이돌(일본어: 地下アイドル 치카아이도루[*])이란, 일본에서 매스미디어 노출보다 라이브 등을 중심으로 활동하는 아이돌을 말한다. 라이브 아이돌(ライブアイドル), 인디즈 아이돌(インディーズアイドル), 프리 아이돌(プレアイドル) 등으로도 불린다.
매스미디어에 노출되지 않는 만큼 비교적 소규모 라이브나 이벤트를 중심으로 활동한다. 소속처는 소규모 기획사가 많고, 아예 소속사 없이 활동하는 경우도 있다.